# Портной, Эдгар
Э́дгар Портно́й (латыш. Edgars Portnojs; род. 9 августа 1989, Рига) — латвийский футболист, играл на позиции вратаря, выступал за юношеские сборные Латвии разных возрастов.

## Карьера
В возрасте 16 лет Эдгар Портной начал выступать за рижский «Мультибанк» в Первой лиге. На следующий сезон он был приглашён в резекненский клуб «Блазма», где в том же году стал серебряным призёром Первой лиги.
В Высшей лиге чемпионата Латвии Эдгар Портной дебютировал в возрасте 18 лет, 5 апреля 2008 года, в матче первого тура против даугавпилсской «Даугавы» (1:1). В этом сезоне он участвовал в большинстве игр чемпионата и, по итогу, помог клубу «Блазма» сохранить место в Высшей лиге.
14 марта 2009 года Эдгар Портной сыграл свой единственный матч за «Блазму» в этом сезоне, против рижского «Сконто» (0:7), а в мае перешёл в юрмальскую команду «Каугури/ПБЛЦ», выступающую в Первой лиге. Однако, вскоре Эдгар Портной отправился на пробы в Румынию, где по итогу заключил контракт с бухарестским клубом «Стяуа».